# Salsiccia pasqualora
La salsiccia pasqualora è un insaccato di carne di maiale tipico siciliano. È un prodotto inserito nella lista dei prodotti agroalimentari tradizionali italiani (P.A.T) del Ministero delle politiche agricole alimentari e forestali (Mipaaf).

## Etimologia
Il nome deriva dall'usanza di riservare alcuni tagli della carne di maiale macellata durante la settimana santa di Pasqua per l'insaccamento e il successivo consumo estivo.

## Territorio
La salsiccia pasqualora è riconosciuta come P.A.T siciliana originaria dei comuni di Trapani, Erice, Valderice, Paceco, Misiliscemi, Calatafimi, Alcamo, Castellammare del Golfo, Buseto Palizzolo, San Vito Lo Capo, Custonaci. La sua preparazione è diffusa però anche in tutto il resto della Sicilia soprattutto nelle zone montane. Esiste anche la salsiccia pasqualora caccamese o di Caccamo in provincia di Palermo la quale è stata inclusa nell'arca del gusto Slow Food.

## Caratteristiche
Questo prodotto era noto già nell'antichità romana citato da Virgilio nelle Georgiche.
È una salsiccia di sola carne di maiale tagliata in punta di coltello o macinata con piatto a fori larghi prodotta con l'aggiunta di sale (30 grammi ogni chilo) pepe nero (5 grammi ogni chilo), peperoncino, vino bianco e semi di finocchio selvatico. Una volta prodotta viene fatta stagionare per una o due settimane. Oltre che cotta alla brace viene consumata soprattutto cruda come se fosse un salamino. Si presenta con una forma ad "U" allungata.